# Schloss Barnow
Schloss Barnow (polnisch Pałac Puttkamerów w Barnowie) ist ein Schloss im heute polnischen Barnowo, Gmina Kołczygłowy (Alt-Kolziglow), die historisch zum Kreis Rummelsburg, heute zur Woiwodschaft Pommern gehört. 
Der erste urkundlich bekannte Besitzer war 1380 Albert Puttkamer, dessen Name sich von „put comroze“ (Unterkämmerer) herleitet. Diese Familie besaß zwischen 1260 und 1350 in Ostpommern umfangreichen Besitz. Hundert Jahre später wurde der Besitz innerhalb der Familie Puttkamer geteilt. Um 1628 war der Besitz sogar dreigeteilt, danach wieder in einer Hand. Ende des 17. Jahrhunderts wurde der Besitz verpfändet und nach Ende des Großen Nordischen Kriegs eingelöst. 1765 war der Wert des Guts 19 000 Reichstaler, und 15 000 Reichstaler im Jahr 1781. Im 18. Jahrhundert wechselte der Besitz an die Puttkamer aus der Versiner Linie.
Das Haus stammt aus dem 18. Jahrhundert und ist mehrfach umgebaut worden. Das Haus ist eingeschossig und hat eine neunachsige Fassade. Der Mittelrisalit trägt einen Balkon über dem Portal  und ist mit einem Dreiecksgiebel gekrönt. Das Gutshaus ähnelt in Stildetails und Raumaufteilung den Gutshäusern in Poberow (Poborowo), Woblanse, Bartin (Barcino), Gumenz (Gumieniec) und Versin (Wierszyno), was auf einen gemeinsamen Baumeister hindeutet.